# 井筒屋 (滋賀県)
株式会社井筒屋（いづつや）は、滋賀県米原市に本社を置く日本の食品会社。弁当（主に駅弁）の製造販売・飲食店経営・売店の運営を行っている。
米原駅で「湖北のおはなし」をはじめとする駅弁を販売。立ち食いそば店、洋食店を経営した。
福岡県北九州市に本社を置く百貨店の井筒屋や、京都市に本社を置く和菓子店の井筒八ッ橋本舗とは無関係である。

## 沿革
- 1854年（安政元年） - 近江国長浜船着場（後の太湖汽船）前にて旅篭井筒屋を営む。
- 1889年（明治22年） - 宮川利八が米原駅において『米原停車場構内立売営業人』の権利を得て駅弁の製造・販売を開始。
- 1931年（昭和6年）- 合資会社井筒屋商店に改組。資本金60万円。四代目宮川利八が代表社員に就任。
- 1964年（昭和39年）10月1日 - 東海道新幹線が開通。
- 1982年（昭和57年）12月21日 - 名古屋鉄道管理局事業開発部の要請により、東海道本線醒ヶ井駅構内にて、スーパー井筒屋を開店する。
- 1987年（昭和62年）4月1日 - 国鉄分割民営化によって、新会社のJR東海と、JR西日本から営業承認を得る。
- 1989年（昭和64年）1月1日 - 株式会社に改組。同時に社名を株式会社井筒屋と変更する。資本金4500万円。代表取締役に宮川博司就任。
- 1990年（平成2年）9月28日 - 米原町下多良2丁目1番地（現在地）に新社屋竣工。10月4日より新社屋での営業を開始する。
- 1993年（平成5年）5月28日 - 社団法人日本鉄道構内営業中央会総会において、創業100年以上継続営業の表彰を受ける。
- 1997年（平成9年）2月12日 - 長浜駅構内に井筒屋長浜店開業。
- 1999年（平成11年）7月1日 - 創業110年を迎える。
- 2025年（令和7年）1月1日 - 2月28日納品分を持って駅弁の受注を終了し[2]、3月20日に駅弁事業から撤退する予定であることを発表[3]。

## 主な商品

### 2025年1月時点の販売商品
- 湖北のおはなし
  - JR初期の新幹線グルメ弁当の一環として開発された。春は山菜、夏は枝豆、秋冬は栗と季節毎に具材を変える近江米のおこわを中心に鴨肉・海老豆・赤かぶ漬け等滋賀県湖北地方ゆかりのおかずを入れた弁当[4]。なお以前は冬に黒豆おこわが使われていた。
- 牛肉弁当
- 近江牛大入飯
- おかかごはん
- 近江の味
- 元祖鱒寿司
- 本格派ビーフカレー

### 過去に販売していた商品
- 伊吹釜めし
- 井筒屋のおばんざい
- たこそばこーら
- ステーキ弁当
- いなりずし
- てき重
- 鯛寿し

## 販売駅
- 米原駅

過去には長浜駅などでも販売していた他、滋賀県内のJR駅やパーキングエリア・サービスエリアへの配達も行っている。